# Asterix and the Power of the Gods
Asterix and the Power of The Gods (фр. Astérix et le pouvoir des dieux, рус. Астерикс и Сила Богов) — видеоигра в жанре платформер, разработанная компанией Core Design для игровой приставки Sega Mega Drive в 1995 году.

## Сюжет
Много лет назад вся Франция была покорена Римом. Вернее, почти вся — одна маленькая деревня по-прежнему сопротивлялась натиску римской армии. В ней жили непобедимые галлы, славившиеся своей отвагой и силой, и даже великий Цезарь не мог их победить.
Однажды, во время битвы с римлянами, старейшина галлов потерял свой щит — символ его власти. И теперь двум галлам, Астериксу и Обеликсу, предстоит пройти непростой путь до замка Цезаря и забрать этот щит.

## Геймплей

Игра за Астерикса

Главные персонажи игры — галлы Астерикс и Обеликс. Им нужно пройти несколько больших уровней, сразиться там с римскими солдатами и другими врагами, встретить старых друзей, которые помогут им, и добраться до замка Цезаря. По мере прохождения игры герои побывают в Риме, Египте, Месопотамии и других странах.
В плане геймплея персонажи почти не различаются между собой, хотя атаки Обеликса сильнее, но он более неповоротлив, чем Астерикс. Также персонажи могут использовать более сильные удары (и спецприёмы): Астерикс наносит серию ударов, Обеликс — только один, но огромной силы (к примеру, чтобы сбросить с коня всадников, преследующих героя по дороге в Рим, Обеликсу нужен только один такой удар, в то время как Астериксу нужно ударить противника несколько (3-4) раз).
Уровни в игре выполнены в виде замкнутых локаций с горизонтальным и вертикальным сайд-скроллингом, по которым можно перемещаться в любом направлении. При построении уровней использована двухмерная графика, а также графика с применением изометрической проекции (псевдотрёхмерность, полученная путём параллельного проецирования).
Уровни довольно разнообразны: римский военный лагерь, галльская деревня, Большой Сфинкс в Египте, месопотамская пустыня, замок в арабской стране и другие. Для каждого из уровней характерны свои особенности. Но в общем их схема одинакова — надо пройти по уровню, зачистить его от врагов и разгадать несколько головоломок (например, найти рубильник, чтобы выдвинуть платформу в стене, или дёрнуть за верёвку, чтобы открыть дверь). Сложность уровней довольно велика. Некоторые уровни представляют собой настоящие лабиринты со множеством ловушек и опасностей (таков, например, египетский Сфинкс). Также иногда предоставляется возможность прокатиться на колеснице и полетать на ковре-самолёте.
Персонажи перемещаются между уровнями по своеобразной «карте». Локации помечены на ней соответствующими миниатюрами. Таким образом, уровни можно проходить не по порядку. Однако некоторые из уровней оказываются доступны только по прохождении предыдущих.

## Саундтрек
Для фонового сопровождения уровней использованы следующие музыкальные композиции:
1. «Вильгельм Телль» — Джоаккино Россини
2. «1812 год» — П. И. Чайковский
3. «Марш Радецкого» — Иоганн Штраус
4. «Турецкое рондо» — Вольфганг Амадей Моцарт
5. «Полька-пиццикато» — Иоганн Штраус
6. «Персидский марш» — Иоганн Штраус
7. «Венгерский танец № 5» — Иоганнес Брамс
8. «Концерт для валторны с оркестром № 4» — Вольфганг Амадей Моцарт
9. «Воздух» — Иоганн Себастьян Бах
10. «Аида» — Джузеппе Верди
11. «Танец с саблями» (из балета «Гаянэ») — А. И. Хачатурян
12. «Шествие князей» (из оперы-балета «Млада») — Н. А. Римский-Корсаков
13. «Танец Анитры» — Эдвард Григ
14. «Египетский марш», op.335 — Иоганн Штраус
15. «Тройка» — С. С. Прокофьев
16. «Менуэт» — Луиджи Боккерини
17. «Монтекки и Капулетти» — С. С. Прокофьев
18. «Марш Тореадора» (из оперы «Кармен») — Жорж Бизе
19. «Полька „Трик-трак“» — Иоганн Штраус
Также на двух уровнях в качестве фонового музыкального сопровождения представлена композиция Натана МакКри Mariner’s Dance.

## Оценки
Игра получила в основном средние оценки критиков. Например, бельгийский журнал Power Unlimited оценил игру в 6 баллов из 10 возможных, а журнал Gamers — в 8 баллов из 15.